# Eduardo Gottardi
Eduardo Gottardi (Encantado, 22 juli 1985) is een Portugees-Braziliaans voormalig voetballer die speelde als doelman. Gedurende zijn carrière kwam hij uit voor verschillende Portugese en Braziliaanse voetbalclubs. In juli 2017 beëindigde Gottardi zijn loopbaan bij CS Marítimo. 